# W. Ian Thomas
Walter Ian Thomas (* 13. September 1914 in Hampstead, Vereinigtes Königreich; † 1. August 2007 in Estes Park, Colorado) war ein britischer Major, Evangelist, Autor sowie Gründer und langjähriger Leiter der Missionsgemeinschaft der Fackelträger.

## Leben
Walter Ian Thomas wurde kurz nach Ausbruch des Ersten Weltkriegs als Sohn eines Architekten geboren und wuchs in einem anglikanisch geprägten Elternhaus auf. Im Alter von 12 Jahren erlebte er während einer Kinderfreizeit eine Bekehrung. Mit 18 Jahren begann er ein Medizinstudium, um später als Arzt in die Mission zu gehen. Er engagierte sich sehr stark in christlichen Aktivitäten und für die Mission, fühlte sich jedoch bald verausgabt und ausgebrannt. In dieser Situation machte er die für ihn prägende Glaubenserfahrung: Jahrelang hatte er versucht, sein Leben für Gott zu leben, nun gewann er die Erkenntnis, dass Gott sein Leben durch ihn leben wollte. Als er diese Botschaft mit seinen Freunden teilte, erlebte er enorme Offenheit dafür. Schon bald hatte er keine Zeit mehr für sein Studium, sondern war mehr als je zuvor in christlichem Dienst unterwegs. Schon in jungen Jahren wurde er zu einem gefragten Prediger und wurde in viele Gemeinden unterschiedlichster Konfessionen eingeladen. Bei einem seiner Predigtdienste in Irland wurde er auf Joan, eine engagierte Krankenschwester, aufmerksam, die er heiratete und mit der er 66 gemeinsame Jahre erlebte. Aus ihrer Ehe stammen vier Kinder. Bis ins hohe Alter war er im Predigtdienst aktiv.
Der Zweite Weltkrieg beendete vorübergehend seine Karriere als Evangelist und Bibellehrer. Bald stand W. Ian Thomas als junger Offizier an verantwortlicher Stelle; zuerst als Kompaniechef und später als Bataillonskommandeur. Als solcher wurde er schließlich mit dem höchsten Tapferkeitsorden des British Empire ausgezeichnet. Nach Ende des Krieges wurde er Standortkommandant in Velbert am Niederrhein. Auch hier wurde er zunehmend zu Predigtdiensten in lokalen christlichen Gemeinden eingeladen. In den dort entstandenen Kontakten lagen die Ursprünge der Fackelträger-Bewegung.

## Wirken
1947 erwarben Major Thomas und Mrs. T, wie sie allgemein genannt wurden, im Norden Englands den heruntergekommenen adeligen Besitz Capernwray Hall, der zu einem internationalen christlichen Jugendzentrum und einer Kurzbibelschule ausgebaut wurde. Nachdem die Arbeit ursprünglich hauptsächlich für Jugendliche aus Deutschland ausgelegt war, wuchs sie schnell zu einer großen internationalen Bewegung heran. Von Capernwray Hall ausgehend sind bis heute 26 Fackelträger-Zentren in Europa, Asien, Nord- und Mittelamerika sowie Ozeanien entstanden.

## Veröffentlichungen
- The Saving Life of Christ, London/Edinburgh 1961 u.ö.

(dt. Christus in Euch – Dynamik des Lebens, Wuppertal 1964 u.ö.)
- The Mystery of Godliness, London/Edinburgh 1964 u.ö.

(dt. Man braucht Gott, um Mensch zu sein, Neuhausen 1975 u.ö.)
- If I perish, I perish: The Christian Life as Seen in Esther, London 1967 u.ö.

(dt. Tote können nicht sterben, Neuhausen 1973 u.ö.)
- The Indwelling Life of Christ: All of Him in All of Me, Sisters, OR 2006

(dt. Kraftvolles Christsein: Leben aus der Fülle, Holzgerlingen 2006)